# Teich Maria
Der Teich Maria ist ein ehemaliger Baggersee unweit der Ortschaft Neumarkt an der Ybbs. Der Teich ist bekannt durch seinen hohen Fischreichtum, z. B. Barsch, Hecht, Wels, Rotfeder, Zander, Regenbogenforelle und viele andere Fischarten. Die naturnahen Ufer, gepaart mit den gepflegten Rast- und Angelplätzen, sind bei Erholungssuchenden und Fischern gleichsam beliebt.
Am Ufer befindet sich eine Hütte, in welcher dem Besucher Jausen und Getränke angeboten werden.

## Ursprung
Das Gelände wurde ursprünglich zur Schottergewinnung genutzt. Nach Einstellung der Abbauarbeiten sammelte sich in den Senken Grundwasser. Im Laufe der Zeit wurden die Uferbereiche rundum begehbar angeglichen und der Baggersee erhielt sein heutiges Aussehen.

## Wirtschaftliche Bedeutung
Der Teich Maria ist in erster Linie ein Angelteich, in dem neben Saisonkarten auch Tageslizenzen erworben werden können. Er ist einer der Mitternburger Teiche, welche allesamt von verschiedenen Vereinen und Betreibern für Sportfischer eine hohe Attraktivität genießen.